# Commissario delle Antichità
Der Commissario delle Antichità (Aufseher der Antiken, auch päpstlicher Antiquar genannt) war die für die Antiken im Kirchenstaat verantwortliche Person.
Das Amt wurde 1534 von Papst Paul III. eingeführt und bestand bis zum Ende des Kirchenstaates 1870.
Ernannt wurde der Commissario vom Papst, unterstellt war er dem päpstlichen Camerlengo. Er war der oberste Denkmalpfleger in Rom und im ganzen Kirchenstaat, zuständig für alle Ausgrabungen, Ausgrabungslizenzen sowie Exportlizenzen für Antiken. 
Folgende Gelehrte und Künstler hatten das Amt inne:
- Latino Giovenale Manetti (1534–1553)
- Mario Frangipani (1556–1569)
- Pietro Tedellini (1570–1584)
- Orazio Boario (1585–1601)
- Mario Arconio (1601–1620)
- Ludovico Compagno (1620–1637)
- Niccolò Menghini (1648–1655)
- Leonardo Agostini (1655–1670)
- Giovanni Pietro Bellori (1670–1694)[1]
- Pietro Santi Bartoli (1694–1700)
- Francesco Bartoli (1700–1733)[2]
- Francesco Palazzi (1733–1744)
- Ridolfino Venuti (1744–1763)
- Johann Joachim Winckelmann (1763–1768)[3]
- Giovanni Battista Visconti (1768–1784)
- Filippo Aurelio Visconti (1784–1799)
- Carlo Fea (1801–1836)
- Pietro Ercole Visconti (1836–1870)